# IP spoofing
IP spoofing (от англ. „спуфинг“ – измама) е термин от областта на компютърните мрежи и информатиката. Използва се за обозначаване на действието на сменяне на IP адрес на компютър в мрежата с цел прикриване на идентичността му и заменянето му с друг такъв, принадлежащ на друг хост в мрежата.

## Основен принцип
Основният протокол за изпращане на данни по Интернет и други компютърни мрежи е Интернет протоколът. Заглавието (хедъра) на всеки пакет съдържа данни, осигуряващи правилното му изпращане. Част от тези данни са IP адресите на изпращача и на получателя. При този тип измама злонамерено се променя изходния адрес — т.е. адресът на изпращача. Така отговорът на отправената заявка се изпраща към променения адрес, което означава, че атакуващият не счита за важно да улови отговора на атакувания хост или че до голяма степен е наясно какъв е той.
В някои случаи е възможно атакуващият да пренасочи отговора към своя компютър. Най-вероятно тогава атакуващият ще се намира в същата Локална мрежа или WAN мрежа.